# Munio de Zamora
Munio de Zamora O.P. (1237, Zamora - † 7 de març de 1300, Roma) fou un frare dominic espanyol, successivament general de l'Orde de Sant Domènec i bisbe de Palència, fou deposat d'ambdues dignitats en circumstàncies no esclarides.

## General de l'Orde de Predicadors
Entrà a l'Orde dels Dominics al convent de Sant Pau de Palènica el 1257, ascendint a provincial el 1281 i essent escollit Mestre General al capítol celebrat a Bolonya el 1285. Durant la seva gestió al davant de l'orde, celebrà capítols a Bolonya, París, Burdeus, Luca, Trèveris, Ferrara i Palència, promulgà la regla per la qual es regiria durant diversos segles el Tercer Orde de Sant Domènec, es mostrà ferm defensor de les tesis de Tomàs d'Aquino i va dividir en dues les províncies de Llombardia, Roma, França, Espanya i la Provença.
Després de sis anys en el generalat, fou deposat, tot i que no estan clars ni els autèntics motius ni la identitat dels autors de la seva destitució. Alguns historiadors apunten que el Papa podria haver estat disconforme amb la regla atorgada per Munio a l'Orde de Predicadors, o que fou falsament informat de la seva manca de virtut i capacitat per governar l'orde, potser per les intrigues dels dominics francesos i italians, «de quien la nación española siempre ha sido aborrecida»; d'altres fan al·lusió a les conductes llicencioses dels seus frares amb les monges del convent de Santa Maria la Reial de Zamora. El cas fou que el 1290 els cardenals dominics Latino Malabranca i Hug de Billom, per comissió de Nicolau IV o per compte propi, maniobraren per convèncer els definidors de la necessitat que Munio renunciés al càrrec, o en cas contrari, deposar-lo per la força, però l'oposició dels religiosos deixà sense efecte les seves intencions. L'any següent el Papa envià a Palència dos emissaris amb la mateixa ordre, que abans d'arribar a la seva destinació fossin assaltats per desconeguts que els prenguessin les missives pontifícies; indignat amb aquest episodi, Nicolau IV va fer destituir Munio.